# Afrodromia montana
Afrodromia montana är en tvåvingeart som beskrevs av Smith 1969. Afrodromia montana ingår i släktet Afrodromia och familjen dansflugor. Inga underarter finns listade i Catalogue of Life.